# نويل إف. باريش
نويل إف. باريش (بالإنجليزية: Noel F. Parrish)‏ هو ضابط أمريكي، ولد في 11 نوفمبر 1909 في فرسايليس في الولايات المتحدة، وتوفي في 7 أبريل 1987 في Piney Point, Maryland ‏ في الولايات المتحدة.